# Шлагор, Ян
Ян Шлагор (словац. Ján Šlahor; 16 мая 1977, Пьештяни, Чехословакия) — словацкий футболист, нападающий.

## Карьера
Воспитанник клуба «Девин». Благодаря своим удачным играм за клуб в 2000 году попал в состав сборной Словакии на Олимпийские игры в австралийском Сиднеем в 2000 году. На турнире он отметился победным голом в ворота сборной ЮАР в последнем матче группового этапа.
С 2001 по 2004 год выступал за братиславский «Слован» и считался кандидатом в сборную Словакии.
В середине 2004 года перешёл в клуб Первого дивизиона чемпионата России по футболу «Лисма-Мордовия» (Саранск). Шлагор стал первым легионером из дальнего зарубежья в истории команды.
В последнее время футболист выступает за австрийские коллективы из низших лиг.